# The Wanderer (filme)
The Wanderer é um filme mudo norte-americano de 1913 em curta-metragem, do gênero drama, escrito e dirigido por D. W. Griffith.